# Катастрофа трамвая в Днепродзержинске 2 июля 1996 года
Катастрофа Днепродзержинского трамвая 2 июля 1996 года — тяжёлое железнодорожное происшествие, связанное с аварией трамвая в городе Днепродзержинске (ныне — город Каменское) Днепропетровской области Украины.

## Развитие событий
2 июля 1996 года около 18 часов трамвай КТМ-5 (инвентарный номер вагона 1044) следовал по маршруту № 2-А по улице Чапаева (ныне улице Гетмана Дорошенко) вниз, в направлении Ленинградского проспекта (ныне проспект Аношкина). В вагоне переполненного в час пик трамвая находилось более 150 человек. На очень крутом спуске у трамвая произошёл отказ систем торможения. Машина стремительно набирала скорость и после двух километров неуправляемого следования, сойдя с рельсов, столкнулась с невысоким бетонным заграждением.
От удара сошедшая с рельсов платформа с колесами остановилась, но металлический корпус салона, оторвавшись от основания вагона, полетел дальше, отдирая от пола сиденья вместе с пассажирами и остановился в нескольких десятках метров от здания средней школы № 10. По свидетельствам очевидцев, скорость трамвая в момент столкновения составляла не менее 70 км/ч. В результате катастрофы 34 человека погибли (29 на месте происшествия, ещё 5 скончались в больнице). Среди погибших были 20 женщин и 1 ребёнок. Более 100 человек получили травмы различной степени тяжести. Несколько человек погибли и сильно травмировались в результате начавшейся паники, выпрыгивая на ходу на огромной скорости через разбитые окна. Эта катастрофа стала крупнейшей за всю историю электротранспорта Украины.

## Причины аварии
Трамваем управляла 20-летняя девушка, за несколько месяцев до происшествия окончившая ускоренные курсы в Виннице. Не исключено, что в критической ситуации из-за недостаточного опыта она могла просто растеряться. Также существуют утверждения, что она потеряла сознание от сильного испуга, в результате чего трамвай стал полностью неуправляемым. Она чудом выжила, но осталась инвалидом. По основной версии экспертов, причиной отказа тормозов стали неполадки в работе низковольтной сети электрооборудования трамвая.

## Память о погибших
Городские власти Днепродзержинска увековечили память погибших в страшной трагедии людей, установив монумент на месте катастрофы, в виде двух параллельных прямых, хаотично изгибающихся вверху, символизируя искорёженную в результате схода вагона трамвайную колею.